# Норман Делло Джойо (вершник)
Норман Делло Джойо (англ. Norman Dello Joio, 7 червня 1956) — американський вершник.
Бронзовий призер Олімпійських Ігор 1992 року в індивідуальному конкурі.
Переможець Панамериканських ігор 1979 року в командному конкурі.